# Hete Kolen
Hete Kolen is een gecombineerd woon- en kantoorgebouw in de Nederlandse stad Groningen.

## Beschrijving
Hete Kolen staat aan de Boumaboulevard tegenover de Euroborg, het stadion van FC Groningen, en nabij Station Groningen Europapark. Het pand bestaat uit 5 lagen waarbij de begane grond wordt gebruikt voor kantoren. De begane grond heeft een geheel glazen gevel met kantoorruimte. De ingang van het studiocomplex is aan de oostzijde. Boven deze kantoorlaag bevinden zich 132 studio's, die erg populair zijn bij studenten. In de westelijke gevel staat de naam en zijn loggia's te vinden. Bovenop het dak is een terras die voor alle bewoners toegankelijk is.
De naam Hete Kolen verwijst naar de kolenopslagplaats van de voormalige Hunzecentrale. De betonnen kolenmuur langs het Oude Winschoterdiep is hierbij blijven staan en staat direct naast het gebouw. Benodigde doorgangen voor het pand en voor de Boumaboulevard zelf zijn uit deze muur gezaagd. De feloranje gevel is samen met omliggende basalt stenen een verwijzing naar de gloeiend hete kolen van de centrale.